# Disconeura linaza
Disconeura linaza är en fjärilsart som beskrevs av Paul Dognin 1898. Disconeura linaza ingår i släktet Disconeura och familjen björnspinnare. Inga underarter finns listade i Catalogue of Life.